# Romanas Arlauskas
Romanas Arlauskas (Kaunas, Lituània, 11 de juny de 1917 - Glenelg, Adelaida, Austràlia, 22 de setembre de 2009), fou un mestre d'escacs australià, d'origen lituà.

## Resultats destacats en competició
Arlauskas va jugar representant Lituània al sisè tauler (+4 –7 =7) a la III Olimpíada d'escacs no oficial de Múnic 1936. El 1943 va empatar als llocs 1r-3r, amb Birmanas i Leonardas Abramavičius, per davant de Povilas Vaitonis, Povilas Tautvaišas, i d'altres, al Campionat d'escacs de Lituània celebrat a Vilnius.
En acabar la II Guerra Mundial, Arlauskas, igualment com molts altres jugadors bàltics (Dreibergs, Lucijs Endzelins, Jursevskis, Laurine, Mednis, Ozols, Sarapu, Tautvaišas, Vaitonis, Zemgalis, etc.) va escapar cap a occident, tot just abans que arribessin les forces soviètiques, per evitar una deportació a Sibèria o algunes possibles repressàlies (com per exemple les que va patir en Vladimirs Petrovs). El 1947, Arlauskas va empatar als llocs 6è-7è a Kirchheim. Posteriorment, com Endzelins, Ozols i Sarapu, va emigrar des d'Alemanya a Austràlia. Allà, hi va guanyar el Campionat d'Austràlia del Sud el 1949.
Arlauskas fou 3r en el 4t Campionat del món d'escacs per correspondència (1962–1965) i obtingué el títol de GMC el 1965.